# 1.er Ejército (Imperio alemán)
El 1.º Ejército (en alemán: 1. Armee / Armeeoberkommando 1 / A.O.K. 1) fue un mando a nivel de ejército del Ejército Imperial Alemán en la I Guerra Mundial. Fue formado con la movilización de agosto de 1914 a partir de la VIII Inspección del Ejército. El ejército fue disuelto el 17 de septiembre de 1915, pero fue recreado el 19 de julio de 1916 durante la batalla del Somme. Fue finalmente desmantelado en 1919 durante la desmovilización después de la guerra.

## Historia

### Primera formación
El 1.º Ejército durante la I Guerra Mundial luchó en el frente occidental y tomó parte en la ofensiva del Plan Schlieffen contra Francia y Bélgica en 1914. Comandado por el General Alexander von Kluck, la tarea del 1.º Ejército era comandar el extremo derecho de las fuerzas alemanas en el ataque al flanco izquierdo del Ejército francés y rodear París, llevando a una rápida conclusión de la guerra. Este era el ejército más poderoso de la ofensiva, con una densidad de unos 18.000 hombres por milla de frente (unos 10 por metro). El Primer Ejército capturó Bruselas el 20 de agosto y tuvo casi éxito en derrotar a Francia pero fue detenido a solo 13 millas a las afueras de la capital francesa en la Primera batalla del Marne que tuvo lugar a principios de septiembre. Von Kluck fue reemplazado en 1915 después de ser gravemente herido en la pierna.
Con 10 comandos a nivel de ejército (los ejércitos del 1.º al 7.º más tres Armee-Abteilungen), el Mando Supremo Alemán se sintió capaz de prescindir del 1.º Ejército. Sus unidades fueron distribuidas entre los ejércitos vecinos y el ejército fue disuelto el 17 de septiembre de 1915.

### Segunda formación
El 2.º Ejército se llevó la peor parte del ataque Aliado en la batalla del Somme. Había crecido hasta tal punto que se tomó la decisión de dividirlo. El 1.º Ejército fue recreado el 19 de julio de 1916 del ala derecha (septentrional) del 2.º Ejército. El anterior comandante del 2.º Ejército, el General de Infantería Fritz von Below, tomó el mando del 1.º Ejército y el 2.º Ejército consiguió un nuevo comandante, el General de Artillería Max von Gallwitz. Von Gallwitz también estaba instalado como comandante del Heeresgruppe Gallwitz-Somme para coordinar las acciones de ambos ejércitos en el Somme.
Al final de la guerra servía como parte del Heeresgruppe Deutscher Kronprinz.

### Orden de batalla, 30 de octubre de 1918
Para el final de la guerra, el 1.º Ejército estaba organizado como sigue:
| Organización del 1.º Ejército el 30 de octubre de 1918 | Organización del 1.º Ejército el 30 de octubre de 1918 | Organización del 1.º Ejército el 30 de octubre de 1918     |
| Ejército                                               | Cuerpo                                                 | División                                                   |
| ------------------------------------------------------ | ------------------------------------------------------ | ---------------------------------------------------------- |
| 1.º Ejército                                           | VII Cuerpo de Reserva                                  | 1.ª División                                               |
| 1.º Ejército                                           | VII Cuerpo de Reserva                                  | 50.ª División de Reserva                                   |
| 1.º Ejército                                           | VII Cuerpo de Reserva                                  | 8.ª División Bávara de Reserva                             |
| 1.º Ejército                                           | VII Cuerpo de Reserva                                  | 17.ª División                                              |
| 1.º Ejército                                           | VII Cuerpo de Reserva                                  | partes de la División de Caballería Schützen de la Guardia |
| 1.º Ejército                                           | VI Cuerpo de Reserva                                   | 80.ª División de Reserva                                   |
| 1.º Ejército                                           | VI Cuerpo de Reserva                                   | División de Caballería Schützen de la Guardia              |
| 1.º Ejército                                           | XXIV Cuerpo de Reserva                                 | 51.ª División de Reserva                                   |
| 1.º Ejército                                           | XXIV Cuerpo de Reserva                                 | 7.ª División                                               |

## Comandantes
El 1.º Ejército original tuvo los siguientes comandantes hasta su disolución el 17 de septiembre de 1915:
| Desde               | Comandante                           | Previamente                                           | Posteriormente              |
| ------------------- | ------------------------------------ | ----------------------------------------------------- | --------------------------- |
| 2 de agosto de 1914 | Generaloberst Alexander von Kluck    | VIII Inspección del Ejército (VIII. Armee-Inspektion) | Herido, 27 de marzo de 1915 |
| 28 de marzo de 1915 | General de Infantería Max von Fabeck | 11.º Ejército                                         | 12.º Ejército               |

Un "nuevo" 1.º Ejército fue formado a partir del ala derecha (septentrional) del 2.º Ejército durante la batalla del Somme.
| Desde                  | Comandante                                 | Previamente       | Posteriormente             |
| ---------------------- | ------------------------------------------ | ----------------- | -------------------------- |
| 19 de julio de 1916    | General de Infantería Fritz von Below      | 2.º Ejército      | 9.º Ejército               |
| 9 de junio de 1918     | General de Infantería Bruno von Mudra      | Armee-Abteilung A | 17.º Ejército              |
| 12 de octubre de 1918  | General de Infantería Otto von Below       | 17.º Ejército     | Defensa Oeste de la Patria |
| 8 de noviembre de 1918 | General de Infantería Magnus von Eberhardt | 7.º Ejército      |                            |